# Slaget vid Peachtree Creek
Slaget vid Peachtree Creek ägde rum den 20 juli 1864 i Georgia. Fältslaget skedde i samband med atlantafälttåget i amerikanska inbördeskriget.
Slaget slutade med en sger för nordstaterna då anfallet från sydstaterna misslyckades.

## Bakgrund
Fram till mitten av juli 1864 leddes sydstaternas armé i Atlanta av Joseph E. Johnston, men han blev av med sitt befäl efter att sydstaternas president Jefferson Davis ansåg att han var för passiv. Detta ledde till hans avsked efter att sydstaternas armé blev tvungen att retirera längs med Chattahoocheefloden, med armén ledd av William Tecumseh Sherman hack i häl.
Davis anlitade istället den 17 juli John Bell Hood. Hood ansåg sig själv vara något av en student till de taktiska skolorna av Robert E. Lee och Stonewall Jackson. Hood hade en mer offensivt inriktad taktik och beslutade att ta striden till en av nordstaternas arméer, nämligen Army of the Cumberland den 20 juli. Denna armé leddes av generalmajoren George Henry Thomas. Både Hoods och delar av Thomas armé befann sig då vid Peachtree Creek, och armén som förföljde sydstaterna armé intill Chattahoocheefloden befann sig snart därefter nära intill. Hoods plan var att isolera och sedan attackera Thomas armé innan Sherman kunde komma till sin allierades räddning. Detta gick inte som planerat. Hoods armé blev tvungen att förflytta sig österut längs med bäcken efter att en fiendestyrka hotade därifrån, något som tog cirka 90 minuter. Detta ledde till att hela Thomas armé lyckades ta sig till Peachtree Creek och befästa sig innan offensiven påbörjades.

## Slaget
Offensiven påbörjades 15:30 med att Hoods generallöjtnant William J. Hardee avsåg sig kunna bryta Thomas linje, med hjälp från generalmajor William H. T. Walker som skickade fram divisioner för att anfalla den vänstra flanken. Detta bemöttes av artilleri- och kanoneld. Anfallen fortsatte i vågor fram till klockan 18, utan att kunna bryta nordstaternas linje. Efter att detta försök blev avblåst skickade Hardee fram Brigadgeneral George Maney för att fortsätta där Walker slutade. Trots temporära framgångar med att bryta linjen misslyckades även Maney efter en justering i position av nordstaternas med sitt anfall. Med detta hade alla Hardees försök misslyckats.  
Efter detta skickade Hood fram en annan generallöjtnant vid namn Alexander P. Stewart. Stewart skickade fram en division ledd av William L. Loring. Divisionen attackerade linjens center, utan framgång. Generalmajoren Edward C. Walthall lyckades med att bryta vissa delar av linjen men enbart för en tid. Nordstaternas eftergående motanfall och överväldigande kanoneld tvingade Walthall bakåt och hans anfall föll sönder.
Vid kvällen var slaget över och resultatet var tydligt. Hoods storslagna plan att anfalla och överrumpla Thomas Army of the Cumberland hade misslyckats. Detta slag sägs vara den första "spiken i kistan" – en serie av händelser som ledde till Sydstaternas förlust i kriget.